# General Fusion
General Fusion est une entreprise canadienne basée à Burnaby en Colombie-Britannique qui a été créée pour développer la technologie de « fusion nucléaire à cible magnétisée ».

## Histoire
Michel Laberge et Doug Richardson fondent General Fusion en 2005 à Burnaby en Colombie-Britannique et prouvent en 2006 qu'une onde de choc, créée par une impulsion massive d'électricité, peut comprimer une petite boule de plasma de façon suffisamment rapide et violente pour produire une réaction de fusion,.
En 2017 la société commence à développer les sous-systèmes nécessaires à la création d'un prototype qui se veut être prêt dans trois à cinq ans.
En juin 2021, la ministre britannique des Sciences Amanda Solloway annonce la conclusion d'un accord entre General Fusion et l'Autorité britannique de l'énergie atomique (UKAEA) pour la construction à Culham, près d'Oxford, d'une centrale de démonstration visant à démontrer la faisabilité de la technologie de fusion nucléaire à cible magnétisée. Le chantier sera démarré en 2022 et le démonstrateur devrait fonctionner en 2025.

## Technologie
La fusion par cible magnétisée consiste à comprimer le plasma plus lentement que dans les techniques de confinement inertiel, par exemple à l’aide de pistons, mais avec l’aide d’un confinement magnétique qui empêche la chaleur de se dissiper lorsque le plasma est comprimé. Cette idée, suggérée au début des années 1970 par des chercheurs du laboratoire de recherche navale américain, vise à trouver un compromis entre l’utilisation de champs magnétiques intenses et donc énergivores nécessaires pour confiner le plasma dans un tokamak, et celle d’ondes de choc (provoquées par des laser ou autres), également gourmandes en énergie, pour comprimer rapidement le plasma dans le confinement inertiel. Le réacteur de General Fusion à Culham utilise une centrifugeuse pour faire tourner une chambre remplie de plomb et de lithium fondus. Ce mouvement ouvre une cavité dans le métal liquide, où est injecté le plasma. Un système de pistons injecte un surplus de métal liquide dans la chambre, comprimant le plasma pendant quelques dizaines de millisecondes. La fusion s’amorce, puis la pression est relâchée et le processus est répété par impulsions successives environ une fois par seconde. Ce réacteur présente le grand avantage de produire du tritium, ressource extrêmement coûteuse qui ne peut être fabriquée que par des réactions nucléaires et qui se désintègre rapidement.